# Длинноуска опоясанная
Длинноуска опоясанная (Nemophora degeerella) — бабочка семейства Длинноусые моли.

## Описание
Размах крыльев достигает от 16 до 23 мм. Усики самцов в четыре раза длиннее тела и достигают в длину до 9 см, усики самок значительно короче.

## Ареал и местообитание
Бабочка обитает во влажных лесах и довольно широко распространена на северо-западе Европы.

## Биология
Лёт бабочек с май по июнь. Бабочки питаются на цветах Змеевика большого (Persicaria bistorta), Нивяника обыкновенного (Leucanthemum vulgare) и крапивой.
Гусеницы прогрызают каналы в опавших листьях деревьев из рода берёзы.